# Lipie (powiat częstochowski)
Lipie – wieś w Polsce położona w województwie śląskim, w powiecie częstochowskim, w gminie Dąbrowa Zielona.
W latach 1975–1998 miejscowość należała administracyjnie do województwa częstochowskiego.